# Persone di nome Valentino
| Questa pagina contiene informazioni ricavate automaticamente dalle voci biografiche con l'ausilio del template Bio e di un bot. L'aggiornamento è periodico e automatico e ricostruisce completamente la pagina. Se manca una persona in questa lista, sei pregato di non aggiungerla, ma accertati piuttosto che la sua voce biografica contenga il template Bio e che i dati anagrafici siano correttamente compilati. Se il template Bio manca, inseriscilo tu stesso o, in alternativa, metti l'avviso {{tmp\|Bio}} che ne segnala la mancanza. Se i dati riportati sono sbagliati, correggi direttamente la voce biografica; le modifiche saranno visibili in questa lista entro pochi giorni. Per chiarimenti vedi il progetto antroponimi. La lista contiene solo le 103 persone che sono citate nell'enciclopedia e per le quali è stato implementato correttamente il template Bio. Pagina aggiornata al 6 ago 2025. |

Questa è una lista di persone presenti nell'enciclopedia che hanno il nome Valentino, suddivise per attività principale.

## Allenatori di calcio(4)
- Valentino Degani, allenatore di calcio e calciatore italiano (Badia Polesine, n. 1905 - Bollate, † 1974)
- Valentino Leonarduzzi, allenatore di calcio e ex calciatore italiano (Sedegliano, n. 1951)
- Valentino Persenda, allenatore di calcio e calciatore italiano (Savona, n. 1936 - Savona, † 2019)
- Valentino Sala, allenatore di calcio e calciatore italiano (Morimondo, n. 1908 - Marcignago, † 2002)

## Architetti(2)
- Valentino Alpago-Novello, architetto e pittore italiano (Belluno, n. 1707 - Belluno, † 1793)
- Valentino Martelli, architetto italiano (Perugia - † 1630)

## Arcivescovi cattolici(1)
- Valentino Vailati, arcivescovo cattolico italiano (Milano, n. 1914 - Manfredonia, † 1998)

## Assassini seriali(1)
- Valentino Pesenti, serial killer italiano (Genova, n. 1962)

## Attori(3)
- Valentino Bruchi, attore italiano (Siena, n. 1912 - Siena, † 1984)
- Valentino Campitelli, attore italiano (Roma, n. 1991)
- Valentino Macchi, attore italiano (Bologna, n. 1937 - Roma, † 2013)

## Bobbisti(1)
- Valentino Giacobbi, bobbista e dirigente sportivo italiano (Pieve di Cadore, n. 1935 - Pieve di Cadore, † 2020)

## Calciatori(15)
- Valentino Acuña, calciatore argentino (Rosario, n. 2006)
- Valentino Bonaiti, calciatore italiano (Paderno Franciacorta, n. 1925 - Brescia, † 2006)
- Valentino Crosta, calciatore italiano (Busto Arsizio, n. 1904)
- Valentino Foscarini, calciatore italiano (Thiene, n. 1916)
- Valentino Garabello, calciatore italiano
- Valentino Giaretta, calciatore italiano (Vicenza, n. 1893 - Monte Pasubio, † 1916)
- Valentino Gola, calciatore italiano (Genova, n. 1898 - Genova, † 1952)
- Valentino Lai, ex calciatore italiano (Cagliari, n. 1984)
- Valentino Lazaro, calciatore austriaco (Graz, n. 1996)
- Valentino Majstorović, calciatore croato (Zagabria, n. 1995)
- Valentino Mazzola, calciatore italiano (Cassano d'Adda, n. 1919 - Superga, † 1949)
- Valentino Murataj, calciatore albanese (Fier, n. 1996)
- Valentino Müller, calciatore austriaco (Lustenau, n. 1999)
- Tino Livramento, calciatore inglese (Croydon, n. 2002)
- Valentino Valli, calciatore italiano (Ravenna, n. 1929 - Ravenna, † 2022)

## Cardinali(1)
- Valentino Mastrozzi, cardinale italiano (Terni, n. 1729 - Roma, † 1809)

## Cestisti(3)
- Valentino Battisti, cestista italiano (Milano, n. 1959 - Milano, † 2019)
- Valentino Maxwell, ex cestista statunitense (Vicenza, n. 1985)
- Valentino Pellarini, cestista italiano (Capodistria, n. 1919 - Trieste, † 1992)

## Ciclisti su strada(2)
- Valentino China, ex ciclista su strada italiano (Iseo, n. 1977)
- Valentino Fois, ciclista su strada italiano (Bergamo, n. 1973 - Villa d'Almè, † 2008)

## Comici(1)
- Valentino Picone, comico, attore e cabarettista italiano (Palermo, n. 1971)

## Compositori(2)
- Valentino Bucchi, compositore italiano (Firenze, n. 1916 - Roma, † 1976)
- Valentino Fioravanti, compositore italiano (Roma, n. 1764 - Capua, † 1837)

## Danzatori(1)
- Valentino Zucchetti, ballerino e coreografo italiano (Calcinate, n. 1988)

## Dirigenti d'azienda(1)
- Valentino Grant, manager e politico italiano (Roma, n. 1964)

## Dirigenti sportivi(1)
- Valentino Renzi, dirigente sportivo italiano (Porto Sant'Elpidio, n. 1954)

## Drammaturghi(2)
- Valentino Carrera, drammaturgo italiano (Torino, n. 1834 - Torino, † 1895)
- Valentino Soldani, drammaturgo, giornalista e sceneggiatore italiano (Rio Marina, n. 1873 - Firenze, † 1935)

## Editori(1)
- Valentino Bompiani, editore, scrittore e drammaturgo italiano (Ascoli Piceno, n. 1898 - Milano, † 1992)

## Filosofi(1)
- Valentino Gerratana, filosofo italiano (Scicli, n. 1919 - Roma, † 2000)

## Fotografi(1)
- Tino Petrelli, fotografo italiano (Fontanafredda, n. 1922 - Piacenza, † 2001)

## Generali(2)
- Valentino Babini, generale italiano (Novi di Modena, n. 1889 - Modena, † 1952)
- Valentino, generale romano († 368)

## Giornalisti(1)
- Valentino Parlato, giornalista, politico e saggista italiano (Tripoli, n. 1931 - Roma, † 2017)

## Imprenditori(2)
- Valentino Cesarin, imprenditore e dirigente sportivo italiano (Padova, n. 1905 - Padova, † 1986)
- Valentino Giambelli, imprenditore, dirigente sportivo e calciatore italiano (Agrate Brianza, n. 1928 - Agrate Brianza, † 2019)

## Intagliatori(1)
- Valentino Panciera Besarel, intagliatore e scultore italiano (Astragal, n. 1829 - Venezia, † 1902)

## Mafiosi(1)
- Valentino Gionta, mafioso italiano (Torre Annunziata, n. 1953)

## Matematici(1)
- Valentino Cerruti, matematico, fisico e politico italiano (Crocemosso, n. 1850 - Crocemosso, † 1909)

## Medici(1)
- Valentino von Braitenberg, medico italiano (Bolzano, n. 1926 - Tubinga, † 2011)

## Militari(1)
- Valentino Bobbio, militare e politico italiano (Alessandria, n. 1872 - Torino, † 1940)

## Missionari(1)
- Valentino di Mais, missionario, vescovo e santo romano (Mais, † 475)

## Musicisti(2)
- Valentino Bianchi, musicista italiano (Cesena, n. 1974)
- Valentino Corvino, musicista, direttore d'orchestra e compositore italiano (Foggia, n. 1970)

## Pallanuotisti(1)
- Valentino Gallo, pallanuotista italiano (Siracusa, n. 1985)

## Papi(1)
- Papa Valentino, papa, vescovo e cardinale italiano (Roma - Roma, † 827)

## Parolieri(1)
- Valentino Alfano, paroliere, compositore e cantautore italiano (Carini, n. 1960)

## Partigiani(1)
- Valentino Bortoloso, partigiano italiano (Poleo, n. 1923)

## Patrioti(1)
- Valentino Pasini, patriota e politico italiano (Schio, n. 1806 - Torino, † 1864)

## Pianisti(1)
- Valentino Di Bella, pianista italiano (Giarre, n. 1937 - Roma, † 2008)

## Piloti automobilistici(1)
- Valentino Balboni, pilota automobilistico italiano (Casumaro, n. 1949)

## Piloti motociclistici(1)
- Valentino Rossi, pilota motociclistico, pilota automobilistico e dirigente sportivo italiano (Urbino, n. 1979)

## Pistard(1)
- Valentino Gasparella, ex pistard e ciclista su strada italiano (Isola Vicentina, n. 1935)

## Pittori(5)
- Valentino Ghiglia, pittore italiano (Maiano, n. 1903 - Firenze, † 1960)
- Valentino Pupin, pittore italiano (Schio, n. 1830 - Schio, † 1886)
- Valentino Rovisi, pittore italiano (Moena, n. 1715 - Moena, † 1783)
- Valentino Solmi, pittore e scenografo italiano (Bologna, n. 1810 - Bologna, † 1866)
- Valentino Vago, pittore italiano (Barlassina, n. 1931 - Milano, † 2018)

## Poeti(1)
- Valentino Ronchi, poeta e scrittore italiano (Milano, n. 1976)

## Politici(12)
- Valentino Armirotti, politico italiano (Sampierdarena, n. 1844 - Sant'Olcese, † 1896)
- Valentino Castellani, politico e ingegnere italiano (Varmo, n. 1940)
- Valentino Coda, politico, avvocato e giornalista italiano (Pozzolo Formigaro, n. 1881 - Varese, † 1921)
- Valentino Manzoni, politico italiano (Ceglie Messapica, n. 1932)
- Valentino Martelli, politico italiano (Laconi, n. 1943)
- Valentino Orsolini Cencelli, politico e agronomo italiano (Magliano Sabina, n. 1898 - Roma, † 1971)
- Valentino Pascoli, politico e avvocato italiano (Cervignano del Friuli, n. 1882 - Gorizia, † 1976)
- Valentino Pasqualin, politico italiano (Ospedaletto Euganeo, n. 1930 - Bolzano, † 1989)
- Valentino Perdonà, politico italiano (San Giovanni Lupatoto, n. 1915 - Verona, † 2019)
- Valentino Perin, politico italiano (Motta di Livenza, n. 1944)
- Valentino Pittoni, politico italiano (Brazzano, n. 1872 - Vienna, † 1933)
- Valentino Valentini, politico italiano (Bologna, n. 1962)

## Presbiteri(3)
- Valentino Baldissera, presbitero e storico italiano (San Tomaso di Majano, n. 1840 - Gemona del Friuli, † 1906)
- Valentino Miserachs Grau, presbitero, direttore di coro e compositore spagnolo (Sant Martí Sesgueioles, n. 1943)
- Valentino Salvoldi, presbitero e scrittore italiano (Ponte Nossa, n. 1945)

## Pugili(1)
- Valentino Manfredonia, pugile italiano (Jaboatão dos Guararapes, n. 1989)

## Registi(1)
- Valentino Orsini, regista italiano (Pisa, n. 1926 - Cerveteri, † 2001)

## Scrittori(3)
- Valentino Brosio, scrittore e produttore cinematografico italiano (Torino, n. 1903 - Torino, † 1999)
- Valentino Peyrano, scrittore italiano (Milano, n. 1962)
- Valentino Zeichen, scrittore e poeta italiano (Fiume, n. 1938 - Roma, † 2016)

## Snowboarder(1)
- Valentino Guseli, snowboarder australiano (Canberra, n. 2005)

## Stilisti(1)
- Valentino, stilista italiano (Voghera, n. 1932)

## Storici dell'arte(1)
- Valentino Martinelli, storico dell'arte e critico d'arte italiano (Roma, n. 1923 - Roma, † 1999)

## Tennisti(1)
- Valentino Taroni, tennista italiano (Carate Urio, n. 1915 - Milano, † 1997)

## Teologi(1)
- Valentino, teologo, filosofo e predicatore egiziano (Phrebonis)

## Vescovi(2)
- Valentino di Terni, vescovo e santo (Terni - Roma, † 273)
- Valentino di Genova, vescovo italiano (Genova, † 325)

## Vescovi cattolici(3)
- Valentino Di Cerbo, vescovo cattolico italiano (Frasso Telesino, n. 1943)
- Valentino, vescovo cattolico italiano († 682)
- Valentino Vignone, vescovo cattolico italiano (Sepino, n. 1805 - Teggiano, † 1857)

## Senza attività specificata(1)
- Valentino Urbani, cantante castrato italiano (Udine)